# Ніколь Сьюелл
Ніколь Сьюелл (англ. Nicole Sewell; нар. 1 квітня 1981) — колишня австралійська тенісистка.
Найвищу одиночну позицію світового рейтингу — 380 місце досягла 24 червня 2002, парну — 107 місце — 10 січня 2005 року.
Здобула 11 парних титулів туру ITF.

## Фінали ITF

### Одиночний розряд (1–1)
| турніри $50,000 |
| турніри $25,000 |
| турніри $10,000 |

| Результат | Ранг | Дата            | Турнір                | Покриття | Суперниця у фіналі | Рахунок у фіналі |
| Перемога  | 1.   | 10 березня 2002 | Воррнамбул, Австралія | Трава    | Ліза Макші         | 6–4, 3–6, 7–6(5) |
| Поразка   | 1.   | 7 березня 2004  | Воррнамбул, Австралія | Трава    | Кейсі Деллаква     | 3–6, 6–3, 2–6    |

### Парний розряд (11–12)
| Результат | Ранг | Дата            | Турнір                        | Покриття | Партнерка           | Суперниці                        | Рахунок          |
| --------- | ---- | --------------- | ----------------------------- | -------- | ------------------- | -------------------------------- | ---------------- |
| Поразка   | 1.   | 3 травня 1999   | Поса-Ріка, Мексика            | Тверде   | Надя Джонстон       | Паула Раседо Аліенор Трісеррі    | 1–6, 6–7(5)      |
| Поразка   | 2.   | 17 травня 1999  | Сьюдад-Хуарес, Мексика        | Тверде   | Кайлі Гант          | Мелоді Фалько Джоелл Шад         | 6–3, 1–6, 3–6    |
| Перемога  | 1.   | 11 липня 1999   | Філікстоу, Велика Британія    | Трава    | Ліенн Бейкер        | Вікторія Девіс Кейт Ворн-Голланд | 6–1, 6–4         |
| Поразка   | 3.   | 17 вересня 1999 | Фрінтон, Велика Британія      | Трава    | Ліенн Бейкер        | Наталі Грандін Ніколь Ренкен     | 2–6, 6–3, 1–6    |
| Перемога  | 2.   | 25 червня 2000  | Алкмар, Нідерланди            | Ґрунт    | Марезе Жубер        | Еріка Краут Ванеса Краут         | W/O              |
| Поразка   | 4.   | 23 липня 2000   | Фрінтон, Велика Британія      | Трава    | Марезе Жубер        | Гелен Крук Вікторія Девіс        | 2–6, 4–6         |
| Перемога  | 3.   | 13 серпня 2000  | Бат, Велика Британія          | Ґрунт    | Марезе Жубер        | Дженні Белобрайдіч Такасе Аямі   | 6–2, 6–2         |
| Поразка   | 5.   | 19 березня 2001 | Водонга, Австралія            | Трава    | Беті Секуловскі     | Сара Стоун Крістен ван Елден     | 6–3, 6–7(4), 4–6 |
| Поразка   | 6.   | 1 квітня 2001   | Беналла, Австралія            | Трава    | Беті Секуловскі     | Деббі Гак Йоланда Менс           | 4–6, 3–6         |
| Поразка   | 7.   | 28 жовтня 2001  | Гоум-Гілл, Австралія          | Тверде   | Беті Секуловскі     | Ліза Макші Труді Мусгрейв        | 5–7, 4–6         |
| Перемога  | 4.   | 23 червня 2002  | Ленцергайде, Швейцарія        | Ґрунт    | Саманта Стосур      | Леслі Буткевіч Патті ван Аккер   | 6–4, 6–3         |
| Поразка   | 8.   | 30 червня 2002  | Бостад, Швеція                | Ґрунт    | Саманта Стосур      | Андреа Гласс Домініка Лузарова   | 4–6, 1–6         |
| Перемога  | 5.   | 14 липня 2002   | Філікстоу, Велика Британія    | Трава    | Аманда Огастус      | Крістіна Горіатопулос Сара Стоун | 7–6(5), 6–4      |
| Перемога  | 6.   | 20 жовтня 2002  | Маккай (Квінсленд), Австралія | Тверде   | Наталі Грандін      | Сара Стоун Саманта Стосур        | 6–3, 1–6, 6–4    |
| Поразка   | 9.   | 2 березня 2003  | Бендіго, Австралія            | Тверде   | Андреа ван ден Гурк | Мірейлл Діттманн Сінді Вотсон    | 6–7(2), 6–3, 4–6 |
| Перемога  | 7.   | 10 березня 2003 | Беналла, Австралія            | Трава    | Андреа ван ден Гурк | Рушмі Чакравартхі Такемура Рьоко | 6–3, 4–6, 6–2    |
| Перемога  | 8.   | 24 березня 2003 | Олбері, Австралія             | Трава    | Андреа ван ден Гурк | Чжуан Цзяжун Ілк Джерс           | 2–6, 6–1, 6–4    |
| Поразка   | 10.  | 13 липня 2003   | Ванкувер, Канада              | Тверде   | Андреа ван ден Гурк | Аманда Огастус Мелані Маруа      | 6–7(4), 4–6      |
| Перемога  | 9.   | 28 лютого 2004  | Бендіго, Австралія            | Тверде   | Кейсі Деллаква      | Шахар Пеєр Вінне Пракуся         | 6–2, 1–6, 6–2    |
| Перемога  | 10.  | 6 червня 2004   | Сербітон, Велика Британія     | Трава    | Ліенн Бейкер        | Суріна Де Беер Карен Нуджент     | 2–6, 7–5, 7–6(6) |
| Перемога  | 11.  | 24 липня 2004   | Скенектаді, США               | Тверде   | Кейсі Деллаква      | Енслі Карґілл Джулія Дітті       | 3–6, 7–6, 6–2    |
| Поразка   | 11.  | 1 серпня 2004   | Лексінгтон (Кентуккі), США    | Тверде   | Кейсі Деллаква      | Клер Каррен Наталі Грандін       | 6–7, 4–6         |
| Поразка   | 12.  | 23 жовтня 2004  | Рокгемптон, Австралія         | Тверде   | Кейсі Деллаква      | Даніелла Джефлі Еві Домінікович  | 5–7, 2–6         |